# Coraggio Italia
Coraggio Italia (v překladu Do toho, Itálie) je italská středopravicová politická formace, založená v květnu 2021 zejména přeběhlíky od strany Forza Italia Silvia Berlusconiho. V současnosti má po jednom zástupci v Poslanecké sněmovně i Senátu; nemá zaznamenatelnou podporu v průzkumech voličských preferencí.

## Historie
Založení uskupení oznámili 27. května nezávislý starosta Benátek Luigi Brugnaro a prezident Ligurie Giovanni Toti, lídr strany Cambiamo!. Corragio Italia v sobě spojuje právě Totiho Cambiamo!, malou stranu Identita a akce s jedním senátorem a nezařazené poslance, z většiny přeběhlíky od strany Forza Italia, vedené Silviem Berlusonim. Od Forzy se oddělilo i Cambiamo!, a to již v srpnu 2019.
Brugnaro na tiskové konferenci poděkoval Berlusconimu jako lídrovi, prohlásil ale, že „jsme v jiné éře a musíme hledět dopředu“.
Coraggio Italia podporuje vládu Maria Draghiho.
V říjnu 2021 strana strana uspěla v regionálních volbách v Kalábrii, když dostala 5.7% hlasů a dva zastupitele.
Na začátku roku 2022 začaly spory mezi předsedou Brugnarem a druhým zakladatelem Giovannim Totim. Příčinou bylo, když začal Toti podporovat alianci se středovou stranou Italia Viva Mattea Renziho a celkovou centristickou orientaci. To se setkalo s nesouhlasem Brugnara, který naopak preferoval úzké vztahy s Ligou a Bratry Itálie
V březnu pak Toti založil vlastní projekt Itálie ve středu (IaC), který v sobě zahrnul strany Cambiamo!, Identita a akce a My ze středu. Původně Itálie ve středu a Coraggio Italia fungovaly ve federaci, v červnu se ale definitivně rozešly, když už předtím samostatně kandidovaly v komunálních volbách. V Totiho skupině opustila Coraggio Italia naprostá většina senátorů i regionálních zastupitelů, přidal se k němu navíc i dosavadní šéf poslaneckého klubu CI Marco Marin, který stranu spolu se sedmi dalšími poslanci opustil a založil sdružení Vinciamo Italia.
11. srpna byla vytvořena kandidátka My umírnění, která pro parlamentní volby v září 2022 spojí Coraggio Italia se stranami My s Itálií, Itálie ve středu a Unie středu.

## Ideologie
Strana je ideologicky středopravicová. Toti ji popsal jako alternativu pro liberály a umírněné, kteří podle něj v současnosti nejsou na italské pravici reprezentováni.

## Bývalé členské strany
| Strana | Strana          | Ideologie                | Lídr                  |
| ------ | --------------- | ------------------------ | --------------------- |
|        | Cambiamo!       | Liberální konzervatismus | Giovanni Toti         |
|        | Identita a akce | Křesťanská demokracie    | Gaetano Quagliariello |

## Volební výsledky

### Poslanecká sněmovna
| Volby | Hlasy      | Hlasy      | Mandáty | Mandáty | Pozice | Postavení |
| Volby | Abs.       | %          | Abs.    | ±       | Pozice | Postavení |
| ----- | ---------- | ---------- | ------- | ------- | ------ | --------- |
| 2022  | Součást NM | Součást NM | 1/400   | ▲1      | ▲      | Vláda     |

### Senát
| Volby | Hlasy      | Hlasy      | Mandáty | Mandáty | Pozice |
| Volby | Abs.       | %          | Abs.    | ±       | Pozice |
| ----- | ---------- | ---------- | ------- | ------- | ------ |
| 2022  | Součást NM | Součást NM | 1/200   | ▲1      | ▲      |

### Regionální parlamenty
| Region   | Rok  | Hlasy       | %   | Mandáty | ±  |
| -------- | ---- | ----------- | --- | ------- | -- |
| Kalábrie | 2021 | 43 159 (7.) | 5.7 | 2/31    | ▲2 |